# Planeta doble
Un planeta doble és el terme informal, o no oficial, utilitzat per a descriure a dos planetes que s'orbiten mútuament al voltant d'un centre de masses comú que no es troba localitzat a l'interior de cap dels dos cossos celestes. El terme oficial o formal és el de planeta binari, encara que també de manera generalitzada es pot aplicar la denominació de "sistema binari" planetari o de planetes (qualificació que en si mateixa comporta certs matisos, ja que no ha d'ésser confós amb el sistema solar proveït de dos planetes). De la mateixa manera, hi ha també sistemes d'asteroides dobles (o planeta menor doble) com seria el que es pot observar al denominat 90 Antiope.

## Definició de planeta binari o doble, o de sistema binari planetari
En el passat recent, va haver-hi cert debat sobre com delimitar la frontera entre el sistema conformat per un planeta binari i un sistema planeta-satèl·lit. En la majoria dels casos no suposa cap dificultat, ja que el satèl·lit té una massa molt inferior en proporció al planeta o cos celeste principal. En el nostre sistema solar, tots els satèl·lits tenen masses inferiors a 1:40.000 la massa del seu planeta o planeta nan, amb l'excepció dels sistemes Terra-Lluna i Plutó-Caront que tenen una proporció de 1:81 i 1:70 respectivament.
El límit comunament acceptat per a diferenciar entre un planeta binari i un sistema planeta-satèl·lit, es basa en la situació del centre de masses dels dos cossos o baricentre. Si el baricentre no es troba sota la superfície de cap del dos cossos, es dona per fet que es tracta d'un sistema de planeta binari. Així doncs, ambdós cossos celestes orbitaran l'un respecte de l'altre mitjançant un eix situat a l'espai lliure ubicat entre els dos. Segons aquesta definició, Plutó (planeta nan) i Caront (la més grossa de les seves cinc llunes) es considerarien com un sistema de planeta binari compost per ambdós cossos; mentre que el sistema de la Terra i la Lluna, seria pròpiament un sistema planeta-satèl·lit.
L'any 2006 la Unió Astronòmica Internacional, considerà una breu definició oficial sobre el terme planeta binari, la qual podria haver inclòs oficialment a Plutó i Caront, però aquesta definició no fou ratificada.
Una altra accepció no relacionada del terme de sistema de doble planeta, va sorgir a partir de l'any 1995, quan es varen començar a descobrir els planetes extrasolars en uns altres sistemes estel·lars. En aquest context, el terme de sistema de planeta doble es va utilitzar per a referir-se a un altre sistema estel·lar en el qual s'haurien descobert dos planetes orbitant a l'estrella central. L'any 2003, es coneixien prop de deu sistemes estel·lars amb almenys dos planetes detectats, qualificant-los com a mínim com a sistemes planetaris dobles. Com era lògic de preveure, posteriorment també s'han descobert sistemes planetaris múltiples amb més de dos planetes, tal com ho són els sistemes Upsilon Andromedae, Rho-1 Cancri (o 55 Cancri), i Mu Arae.

## Definició proposada per Isaac Asimov
Isaac Asimov va proposar una diferència entre els sistemes planeta-satèl·lit i planeta doble, basada en el que ell va denominar la magnitud de l'estira-i-arronsa. Aquest valor és simplement la diferència de proporció de la força gravitacional entre el planeta i el satèl·lit, i entre el satèl·lit i el Sol. En el cas de la Lluna, el Sol “guanya” en aquest “estira-i-arronsa”, i el sistema Terra-Lluna formaria un planeta doble; al contrari que per a quasi tots els altres satèl·lits del nostre sistema solar, incloent el sistema Plutó-Caront que seria classificat com un sistema planeta-satèl·lit segons aquesta definició.
Aquesta definició només pretenia analitzar la particular naturalesa del sistema Terra-Lluna, i no fou proposada com a definició final de planeta doble. No obstant, tampoc ha rebut gran atenció de la comunitat científica i no descriu adequadament la interacció física de tres cossos (vegeu problema dels tres cossos i l'esfera de Hill). Una important crítica a aquesta definició és que un mateix sistema planeta-satèl·lit podria classificar-se d'ambdues maneres depenent únicament de la distància a l'estrella central. Una altra crítica, és que aquesta definició no té en compte la diferència proporcional de les grandàries entre el planeta i el satèl·lit. Per exemple, si poguéssim reemplaçar la Lluna de la Terra amb un satèl·lit de la mida de Fobos, el sistema seguiria sent considerat com un planeta doble segons aquesta definició.